# Brødrene Løvehjerte (film)
Brødrene Løvehjerte (svensk: Bröderna Lejonhjärta) er en svensk eventyrfilm fra 1977 instrueret og produceret af Olle Hellbom. Filmen er baseret på Astrid Lindgrens roman af samme navn. Filmen har Staffan Götestam og Lars Söderdahl i hovedrollerne som brødrene Løvehjerte.

## Handling
Brødrene Karl og Jonatan genforenes efter deres korte liv på jorden i landet Nangijala, hvor historier og eventyr hersker. Men det idylliske liv i Kirsebærdalen trues af den onde ridder Tengil, der har taget magten i Rosendalen.

## Udvalgte medvirkende
- Jonatan Lejon(-hjärta) – Staffan Götestam
- Karl "Skorpan" Lejon(-hjärta) – Lars Söderdahl
- Mattias – Allan Edwall
- Sofia – Gunn Wållgren
- Jossi – Folke Hjort
- Orvar – Per Oscarsson
- Hubert – Tommy Johnson
- Veder, Tengilssoldat – Jan Nygren
- Kader, Tengilssoldat – Micha Gabay
- Pjuke, Tengilssoldat – Bertil Norström
- Tengil – Georg Årlin